# Cecília Paulina
Diva Cecília Paulina Pia (em latim: Diva Caecilia Paulina Pia), também chamada Diva Paulina, foi uma imperatriz-consorte romana, esposa do imperador Maximino Trácio.

## Name
O nome completo de Cecília foi preservado numa inscrição (CIL X, 5054). Em suas moedas, ela aparece geralmente apenas como "Diva Paulina". As suas moedas não foram cunhadas durante a sua vida e sim um pouco depois, provavelmente depois que ela foi deificada. Nenhuma escultura dela sobreviveu.

## História
Quase nada se sabe sobre a vida de Cecília, pois os autores antigos quase nunca a citam pelo nome. Seu marido jamais esteve em Roma e é provável que ela também não, pelo menos no período em que esteve casada com ele. Ela viveu numa época de intensos distúrbios e de um quase colapso do Império Romano causado por três crises simultâneas: invasões externas, guerras civis e colapso econômico. O escrito do século IV Amiano Marcelino escreveu sobre Paulina em seu livro sobre os imperadores da linhagem de Gordiano, mas esta parte da obra se perdeu e apenas as seções de sua "História" que cobrem o período entre 353-378 chegaram até nossos dias. Numa passagem final, porém, Marcelino faz à referência à imperatriz coo sendo uma boa esposa de um marido difícil que:
| “ | "...o trouxe de volta para o caminho da verdade e da misericórdia através de sua gentileza feminina, como, ao recontar os atos dos Gordiani, nós relatamos ter sido feito pela esposa do truculento imperador Maximino" | ” |
|   | — Amiano Marcelino, História. |   |

Paulina teve um filho, Caio Júlio Vero Máximo, nomeado césar em 236 por seu pai. Contudo, ambos terminaram assassinados pelos seus soldados em maio de 238. Paulina morreu provavelmente no final de 235 ou início de 236, uma vez que Maximino a deificou no início deste ano.
A cidade de Anazarbo, na Cilícia, cunhou moedas em nome de "Thea Paulina" (o equivalente em grego de "Diva Paulina") e as datou no ano de 254 da era da cidade, o que se converte a 235-236 no calendário moderno. Como Paulina aparece como "divina" nas moedas, ela já estava morta quando elas foram cunhadas.
João Zonaras alega que Maximino teria executado a esposa, mas esta acusação não foi comprovada e é improvável, uma vez que ela foi deificada por ele.